# إيتوي شيغيساتو نو باس تسوري نو. 1
إيتوي شيغيساتو نو باس تسوري نو. 1 (باليابانية: 糸井重里のバス釣りNo.1) هي لعبة فيديو صيد أسماك لنظام سوبر فاميكوم في فبراير 1997